# مصوبه لواط ۱۵۳۳
مصوبه لواط ۱۵۳۳، (به انگلیسی: Buggery Act 1533) به طور رسمی مصوبه مجازات جرم اخلاقی لواط، (An Acte for the punishment of the vice of Buggerie) مصوبه مجلس انگلستان بود که هنگام پادشاهی هنری هشتم به تصویب رسید. این نخستین قانون مدنی لواط در کشور بود؛ پیش از این دادگاه‌های کلیسایی به این گونه جرایم رسیدگی می‌کردند.
اصطلاح لواط که در متن قانون تعریف نشده است، بعداً توسط دادگاه‌ها به گونه‌ای تفسیر شد که صرف نظر از جنسیت شرکت‌کنندگان، تنها شامل سکس مقعدی و حیوان‌خواهی می‌شود و نه سکس دهانی. این قانون تا هنگامی که لغو شد و با مصوبه جرایم علیه افراد ۱۸۲۸ جایگزین شد، به قوت خود باقی ماند. لواط تا سال ۱۸۶۱ جرمی بزرگ باقی ماند، اگرچه آخرین اعدام‌ها در سال ۱۸۳۵ بودند.

## شرح
این قانون به‌دست وزیر هنری هشتم تامس کرامول، از طریق مجلس اجرا شد (البته ثبت نشده است که واقعاً چه کسی این لایحه را نوشته است) و «مفسدهٔ اخلاقی نفرت‌انگیز و زشت لواط مرتکب شده با انسان یا جانور» را جرم‌انگاری کرد. پیش از دههٔ ۱۵۵۰، اصطلاح لواط (Buggery) به معنای همجنس‌گرایانه استفاده نمی‌شد، بلکه به معنای هرگونه فعالیت جنسی غیرمرتبط با تولیدمثل، صرف نظر از جنسیت یا گونه‌های دخیل در عمل جنسی بود و همچنین شامل جرایم جنسی بدون رضایت شرکت‌کننده بود. این قانون برای نظارت بر فعالیت جنسی طراحی نشده بود، بلکه صرفاً قانونی مذهبی را در نظر می‌گرفت و به قانونی مدنی تبدیلش می‌کرد و آزمایشی برای حذف قدرت کلیسا بود. «لواط» در قانون بیشتر تعریف نشده بود. طبق این مصوبه:
این بدان معناست که دارایی یک لواط‌کار محکوم، می‌تواند توسط دولت مصادره شود و نه اینکه به خویشاوندان نزدیک آنان داده شود. حتی کشیشان و راهبان را می‌توان به این جرم اعدام کرد— اگرچه نمی‌توان آنان را برای قتل اعدام کرد. ممکن بود هنری هشتم انتقال جرمی که پیشتر دادگاه‌های کلیسایی به آن رسیدگی می‌کردند به دادگاه‌های سکولار را بیانی ساده از قدرت سیاسی، در کنار سایر مصوبه‌های معاصر مانند مصوبه تمکین روحانیان ۱۵۳۳ و یک سال بعد مصوبه برتری بداند. با این حال، هنری بعداً از قانون برای اعدام راهبان استفاده کرد (به لطف اطلاعاتی که جاسوسان او جمع‌آوری کرده بودند) و زمین‌های صومعه‌های آنان را تصرف کرد— همین تاکتیک‌ها ۲۰۰ سال پیش توسط فیلیپ چهارم فرانسه در برابر شوالیه‌های معبد استفاده شده بود.
در ژوئیهٔ ۱۵۴۰، والتر هانگرفورد، نخستین بارون هانگرفورد از هیتسبری، به دلیل پناه دادن به یکی از اعضای شناخته‌شدهٔ جنبش زیارت فیض به خیانت متهم شد. او همچنین متهم به لواط بود، زیرا مظنون به تجاوز جنسی به دختر خودش بود. هانگرفورد در ۲۸ ژوئیهٔ ۱۵۴۰ در تاور هیل، در همان روز تامس کرامول سر بریده شد.
نیکلاس یودال، کشیش، نمایشنامه‌نویس و مدیر کالج ایتن، نخستین فردی بود که در سال ۱۵۴۱ به دلیل سوءاستفادهٔ جنسی از دانش‌آموزانش به تنهایی به نقض قانون متهم شد. در پروندهٔ او، حکم به حبس تبدیل شد و در کمتر از یک سال آزادش کردند. او سپس مدیر مدرسهٔ وست‌مینستر شد.

### لغو و اجرای مجدد در سده شانزدهم
این مصوبه در سال ۱۵۵۳ با دخالت ملکه کاتولیک سرسخت ماری یکم، که ترجیح می‌داد چنین موضوعات حقوقی در دادگاه‌های کلیسایی حکم شوند لغو شد. با این حال، الیزابت یکم در سال ۱۵۶۲ این قانون را با عنوان «مصوبه مجازات جرم اخلاقی لواط» دوباره وضع کرد. اگرچه «پیگرد قانونی همجنس‌گرایان در طول سدهٔ شانزدهم تک‌وتوک [دیده می‌شد]» و «کمتر از دوازده مورد پیگرد قانونی تا سال ۱۶۶۰ ثبت شده است … این ممکن است نشان‌دهندهٔ کاوش‌های ناکافی دربارهٔ این موضوع و کمبود سوابق قانونی موجود باشد.» در سال ۱۶۳۱ مروین توشی، دومین ارل کاسل‌هیون، به دلیل حیوان‌خواهی سر بریده شد. پیگردهای قانونی متعددی که منجر به دار زدن شده‌اند، در سدهٔ هجدهم و اوایل سدهٔ نوزدهم ثبت شده‌اند.
حتی اگر اتهام لواط به دلیل فقدان شواهد به اتهام تلاش برای آن کاهش پیدا می‌کرد، مجازات همچنان شدید بود: حبس و مدتی در تخته‌بند. «مجازات خفیف‌تر — ماندن در تخته‌بند — به هیچ وجه آسان‌گیرانه نبود، زیرا قربانیان اغلب مجبور بودند از دست جمعیتی خشمگین مسلح به آجرپاره و همچنین گستاخی و دشنام، بیم جان خود را داشته باشند … قربانیان در تخته‌بند، مرد یا زن، خود را در مرکز یک می‌گساری بی‌رحمانه و برانگیختگی همگانی می‌دیدند، به ویژه اگر قربانی یک مولی بود.»

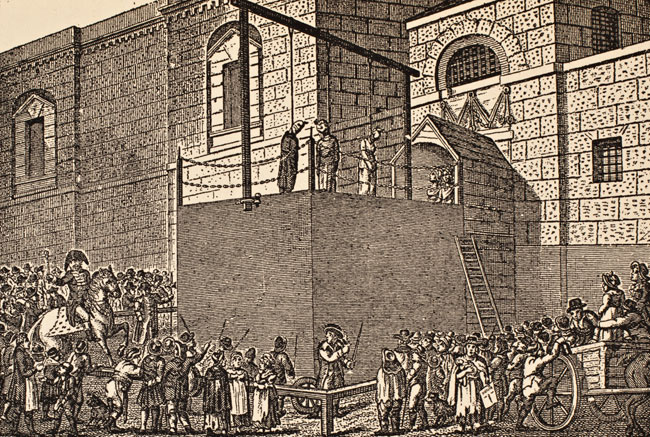
اعدام خارج از زندان نیوگیت در لندن، اوایل سدهٔ نوزدهم

جراید آن هنگام گاهی اتفاقی از لواط‌کاران شناخته‌شده نام می‌بردند و حتی در مقطعی، پیشنهاد می‌کردند که لواط به طور فزاینده‌ای رواج دارد. این بدان معنا نیست که لواط‌کاران لزوماً در امنیت زندگی می‌کردند.
در رکس در برابر ساموئل جیکوبز (۱۸۱۷)، ذکر شده است که قضیب‌لیسی میان مردی بالغ و پسری زیر سن قانونی برپایهٔ این مصوبه نمی‌تواند مجازات شود. دادگاه‌ها پیشتر در رکس در برابر ریچارد وایزمن در ۱۷۱۶، ثابت کرده بودند که روابط دگرجنس‌گرایانه برپایهٔ مصوبه ۱۵۳۳ «لواط» دانسته می‌شود. با در نظر گرفتن رکس در برابر جیکوبز، قضیب‌لیسی تا تصویب متمم لابوشر در سال ۱۸۸۵ قانونی باقی ماند، که اتهام بی‌عفتی فاحش را به اصطلاح سنتی لواط افزود.
آخرین مردان انگلیسی که به دلیل لواط به دار آویخته شدند، در سال ۱۸۳۵، هنگامی که جیمز پرت و جان اسمیت در برابر زندان نیوگیت در لندن در ۲۷ نوامبر درگذشتند، اعدام شدند.

### لغو در ۱۸۲۸
این مصوبه توسط بخش ۱ مصوبه جرایم علیه افراد ۱۸۲۸ و توسط بخش ۱۲۵ مصوبه قانون کیفری ۱۸۲۸ (هند) لغو شد. این با بخش ۱۵ مصوبه جرایم علیه افراد ۱۸۲۸ و بخش ۶۳ مصوبه قانون کیفری هند ۱۸۲۸ جایگزین شد، که مقرر می‌کرد لواط همچنان جرمی بزرگ محسوب می‌شود. مصوبه جدید به صراحت مشخص کرد که محکومیت لواط دیگر نیازی به اثبات کامل بودن («خروج مایع منی») ندارد و شواهد دال بر نفوذ برای محکومیت کافی هستند.
تا هنگام تصویب مصوبه جرایم علیه افراد ۱۸۶۱، لواط در انگلستان و ولز جرمی بزرگ باقی ماند.
ده سال پس از گزارش ولفندن، مجلس بریتانیا در سال ۱۹۶۷ قوانین لواط را برای انگلستان و ولز (تا جایی که به اعمال همجنس‌گرایانهٔ توافقی در خلوت میان افراد بالای ۲۱ سال مربوط می‌شد) لغو کرد. حوزه‌های قضایی در خیلی از مستعمرات سابق، مانند کارائیب چنین قوانینی را حفظ کرده‌اند. سکس مقعدی، بدون توجه به داشتن یا نداشتن رضایت، جرمی کیفری باقی ماند تا اینکه مصوبه عدالت کیفری و نظم عمومی ۱۹۹۴ آن را برای بزرگسالان جرم‌زدایی کرد. در سال ۲۰۰۱، سن رضایت برای اعمال همجنس‌گرایانه میان مردان و سکس مقعدی میان جنس‌های مخالف از ۱۸ به ۱۶ سال کاهش یافت، که این سن رضایت برای سایر گونه‌های آمیزش جنسی نیز هست. در سال ۲۰۰۳، جرم لواط به طور رسمی از قوانین انگلستان و ولز حذف شد، اگرچه تا آن هنگام تنها در صورتی که غیر توافقی یا در ملأ عام انجام می‌شد، مورد پیگرد قانونی قرار می‌گرفت.

### محکومیت‌های سرشناس تحت این مصوبه
- جان آثرتون، اسقف واترفورد، ۱۶۴۰
- مردان خیابان ور، ۱۸۱۰
- پرسی جوسلین، اسقف کلوگر، ۱۸۲۲